# Campeonato de Primera División D 1984
El Campeonato de Primera División D 1984 fue la quincuagésima temporada del certamen y la trigésimo cuarta temporada de la cuarta categoría del fútbol argentino. Se disputó entre el 24 de marzo y el 24 de noviembre de 1984.
Los nuevos participantes fueron Dock Sud y Defensores de Cambaceres, descendidos de la Primera B 1983. Por su parte, Sportivo Palermo se desafilió de la AFA, dejando de participar en los torneos de esta institución. Por lo tanto, la cantidad de equipos en la categoría se redujo a 28.
El certamen consagró campeón por primera vez a Dock Sud, que obtuvo el primer ascenso. Por su parte, Defensores de Cambaceres resultó ganador del Torneo Reducido y obtuvo el segundo ascenso. De esta manera, ambos retornaron inmediatamente a la Primera C

## Ascensos y descensos
| Pos. | Ascendidos de la Primera D 1983 |
| ---- | ------------------------------- |
| 1º   | San Martín de Burzaco           |
| Red. | General Lamadrid                |

| Pos. | Descendidos de la Primera C 1983 |
| ---- | -------------------------------- |
| 19º  | Dock Sud                         |
| 20º  | Cambaceres                       |

| \| Equipo Desafiliado \| \| ------------------ \| \| Sportivo Palermo \| |
| Equipo Desafiliado                                                       |
| Sportivo Palermo                                                         |

## Formato
Los 28 equipos se dividieron en dos zonas de 14 equipos y se enfrentaron en cada una bajo el sistema de todos contra todos a dos ruedas. Los ganadores de cada zona clasificaron a la final por el primer ascenso, cuyo ganador se consagró campeón y obtuvo el primer ascenso.
A su vez, del 2do al 4to de cada grupo clasificaron al Torneo Reducido por el segundo ascenso, a quien se sumaron el perdedor de la final y el ganador de un desempate entre los dos equipos ubicados en la 5ta posición de cada zona.
Los ocho equipos jugaron un playoff compuesto por cuartos de final, semifinales y final, cuyo ganador ascendió a la Primera C.

## Equipos participantes
| Equipo                | Lugar             | Estadio                   |
| --------------------- | ----------------- | ------------------------- |
| Acassuso              | Boulogne Sur Mer  | No posee                  |
| Argentino de Merlo    | Merlo             | Antezana y Pergamino      |
| Atlas                 | General Rodríguez | Ricardo Puga              |
| Brown de Adrogué      | Adrogué           | Brown de Adrogué          |
| Cambaceres            | Ensenada          | Rivadavia y Quintana      |
| Cañuelas              | Cañuelas          | El Cajón                  |
| Central Ballester     | Villa Ballester   | Italia y Moreno           |
| Centro Español        | Villa Sarmiento   | No posee                  |
| Claypole              | Claypole          | César Luis Menotti        |
| Deportivo Laferrere   | Laferrere         | Rodney y Magnasco         |
| Deportivo Paraguayo   | San Telmo         | No posee                  |
| Deportivo Riestra     | Parque Patricios  | No posee                  |
| Dock Sud              | Dock Sud          | Dock Sud                  |
| Fénix                 | Colegiales        | No posee                  |
| Ferrocarril Midland   | Libertad          | Ciudad de Libertad        |
| Ferrocarril Urquiza   | Villa Lynch       | Monumental de Villa Lynch |
| General Belgrano      | Tapiales          | General Belgrano          |
| Justo José de Urquiza | Caseros           | No posee                  |
| Juventud Unida        | Muñiz             | Sarmiento y Azcuenaga     |
| Leandro N. Alem       | General Rodríguez | Leandro N. Alem           |
| Liniers               | Liniers           | No posee                  |
| Luján                 | Luján             | Municipal de Luján        |
| Puerto Italiano       | Campana           | Municipal de Campana      |
| Sacachispas           | Villa Soldati     | Lacarra y Barros Pazos    |
| Sportivo Barracas     | Barracas          | No posee                  |
| Victoriano Arenas     | Valentín Alsina   | Saturnino Moure           |
| Villa San Carlos      | Berisso           | Genacio Sálice            |
| Yupanqui              | Villa Lugano      | No posee                  |

### Distribución geográfica de los equipos
| Región                                   | Cant. | Equipos |
| ---------------------------------------- | ----- | --- |
| Conurbano bonaerense                     | 15    | Acassuso, Argentino de Merlo, Brown de Adrogué, Central Ballester, Centro Español, Claypole, Deportivo Laferrere, Dock Sud, Ferrocarril Midland, Ferrocarril Urquiza, General Belgrano, Justo José de Urquiza, Juventud Unida, Liniers y Victoriano Arenas |
| Ciudad de Buenos Aires                   | 6     | Deportivo Paraguayo, Deportivo Riestra, Fénix, Sacachispas, Sportivo Barracas y Yupanqui |
| Interior de la provincia de Buenos Aires | 6     | Atlas, Cambaceres, Cañuelas, Leandro N. Alem, Luján y Puerto Nuevo |
| Gran La Plata                            | 1     | Villa San Carlos |

## Tabla de posiciones

### Zona A
| Pos. | Equipo              | Pts. | PJ | PG | PE | PP | GF | GC | Dif. |
| ---- | ------------------- | ---- | -- | -- | -- | -- | -- | -- | ---- |
| 1.º  | Argentino de Merlo  | 45   | 26 | 20 | 5  | 1  | 60 | 16 | 44   |
| 2.º  | Liniers             | 44   | 26 | 20 | 4  | 2  | 64 | 19 | 45   |
| 3.º  | Leandro N. Alem     | 40   | 26 | 18 | 4  | 4  | 48 | 18 | 30   |
| 4.º  | Juventud Unida      | 35   | 26 | 15 | 5  | 6  | 52 | 22 | 30   |
| 5.º  | Ferrocarril Midland | 34   | 26 | 15 | 4  | 7  | 49 | 23 | 26   |
| 6.º  | Centro Español      | 30   | 26 | 13 | 4  | 9  | 43 | 42 | 1    |
| 7.º  | Luján               | 29   | 26 | 11 | 7  | 8  | 35 | 32 | 3    |
| 8.º  | J.J. Urquiza        | 24   | 26 | 11 | 2  | 13 | 34 | 51 | −17  |
| 9.º  | Puerto Italiano     | 23   | 26 | 9  | 5  | 12 | 53 | 40 | 13   |
| 10.º | Ferrocarril Urquiza | 17   | 26 | 6  | 5  | 15 | 30 | 41 | −11  |
| 11.º | Acassuso            | 16   | 26 | 6  | 4  | 16 | 35 | 43 | −8   |
| 12.º | Central Ballester   | 16   | 26 | 7  | 2  | 17 | 30 | 62 | −32  |
| 13.º | Fénix               | 8    | 26 | 3  | 2  | 21 | 19 | 69 | −50  |
| 14.º | Atlas               | 3    | 26 | 0  | 3  | 23 | 14 | 88 | −74  |

|  | Clasificó a la final por el campeonato                  |
|  | Clasificó al Torneo Reducido                            |
|  | Clasificó a un playoff para ingresar al Torneo Reducido |

### Zona B
| Pos. | Equipo                   | Pts. | PJ | PG | PE | PP | GF | GC | Dif. |
| ---- | ------------------------ | ---- | -- | -- | -- | -- | -- | -- | ---- |
| 1.º  | Dock Sud                 | 46   | 26 | 21 | 4  | 1  | 86 | 27 | 59   |
| 2.º  | Deportivo Laferrere      | 41   | 26 | 18 | 5  | 3  | 52 | 22 | 30   |
| 3.º  | Defensores de Cambaceres | 37   | 26 | 15 | 7  | 4  | 57 | 30 | 27   |
| 4.º  | Villa San Carlos         | 36   | 26 | 17 | 2  | 7  | 55 | 29 | 26   |
| 5.º  | Brown de Adrogué         | 30   | 26 | 12 | 6  | 8  | 52 | 35 | 17   |
| 6.º  | Claypole                 | 28   | 26 | 9  | 10 | 7  | 41 | 37 | 4    |
| 7.º  | Cañuelas                 | 24   | 26 | 6  | 12 | 8  | 28 | 39 | −11  |
| 8.º  | Sportivo Barracas        | 23   | 26 | 8  | 7  | 11 | 30 | 37 | −7   |
| 9.º  | Deportivo Paraguayo      | 22   | 26 | 7  | 8  | 11 | 43 | 53 | −10  |
| 10.º | Sacachispas              | 22   | 26 | 8  | 6  | 12 | 34 | 50 | −16  |
| 11.º | Deportivo Riestra        | 16   | 26 | 6  | 4  | 16 | 27 | 60 | −33  |
| 12.º | Yupanqui                 | 15   | 26 | 4  | 7  | 15 | 25 | 38 | −13  |
| 13.º | General Belgrano         | 14   | 26 | 6  | 2  | 18 | 29 | 57 | −28  |
| 14.º | Victoriano Arenas        | 10   | 26 | 3  | 4  | 19 | 26 | 71 | −45  |

|  | Clasificó a la final por el campeonato                  |
|  | Clasificó al Torneo Reducido                            |
|  | Clasificó a un playoff para ingresar al Torneo Reducido |

## Final por el Campeonato
Fue disputada por los dos equipos que finalizaron en el primer lugar de la tabla de posiciones de cada zona. El ganador se consagró campeón mientras que el perdedor clasificó al Torneo Reducido.
| Dock Sud | 1 - 1 | Argentino de Merlo | Dock Sud | 22 de septiembre |

| Argentino de Merlo | 2 - 2 | Dock Sud | Argentino de Merlo | 29 de septiembre |

| Dock Sud                                                | 1 - 0 | Argentino de Merlo | Ferro Carril Oeste | 7 de octubre |
| Dock Sud se consagró campeón y obtuvo el primer ascenso |       |                    |                    |              |

## Desempate para el Reducido
Lo disputaron los dos equipos que finalizaron en la quinta posición de la tabla de posiciones de cada zona. El ganador ingresó al Torneo Reducido
| Ferrocarril Midland | 0 - 0 | Brown de Adrogué | Ciudad de Libertad | 22 de septiembre |

| Brown de Adrogué                              | 3 - 1 | Ferrocarril Midland | Brown de Adrogué | 29 de septiembre |
| Brown de Adrogué clasificó al Torneo Reducido |       |                     |                  |                  |

## Torneo Reducido

### Cuadro de desarrollo
|  | Cuartos de final               | Cuartos de final               | Cuartos de final               | Cuartos de final               |   |                    | Semifinales         | Semifinales         | Semifinales         | Semifinales         |  |                | Final                | Final                | Final                | Final                |  |
|  | 29 de octubre y 5 de noviembre | 29 de octubre y 5 de noviembre | 29 de octubre y 5 de noviembre | 29 de octubre y 5 de noviembre |   |                    | 3 y 10 de noviembre | 3 y 10 de noviembre | 3 y 10 de noviembre | 3 y 10 de noviembre |  |                | 17 y 24 de noviembre | 17 y 24 de noviembre | 17 y 24 de noviembre | 17 y 24 de noviembre |  |
|  |                                |                                |                                |                                |   |                    |                     |                     |                     |                     |  |                |                      |                      |                      |                      |  |
|  |                                |                                |                                |                                |   |                    |                     |                     |                     |                     |  |                |                      |                      |                      |                      |  |
|  | Villa San Carlos               | 1                              | 2                              | 3                              |   |                    |                     |                     |                     |                     |  |                |                      |                      |                      |                      |  |
|  | Villa San Carlos               | 1                              | 2                              | 3                              |   |                    |                     |                     |                     |                     |  |                |                      |                      |                      |                      |  |
|  | Liniers                        | 4                              | 2                              | 6                              |   |                    |                     |                     |                     |                     |  |                |                      |                      |                      |                      |  |
|  | Liniers                        | 4                              | 2                              | 6                              |   | Liniers            | 2                   | 2                   | 4 (5)               |                     |  |                |                      |                      |                      |                      |  |
|  |                                |                                |                                |                                |   | Liniers            | 2                   | 2                   | 4 (5)               |                     |  |                |                      |                      |                      |                      |  |
|  |                                |                                | Juventud Unida                 | 2                              | 2 | 4 (6)              |                     |                     |                     |                     |  |                |                      |                      |                      |                      |  |
|  | Deportivo Laferrere            | 0                              | Juventud Unida                 | 2                              | 2 | 4 (6)              | 2                   | 2                   |                     |                     |  |                |                      |                      |                      |                      |  |
|  | Deportivo Laferrere            | 0                              |                                |                                |   |                    |                     |                     |                     |                     |  |                |                      |                      |                      |                      |  |
|  | Juventud Unida                 | 1                              | 3                              | 4                              |   |                    |                     |                     |                     |                     |  |                |                      |                      |                      |                      |  |
|  | Juventud Unida                 | 1                              | 3                              | 4                              |   |                    |                     |                     |                     |                     |  | Juventud Unida | 0                    | 1                    | 1                    |                      |  |
|  |                                |                                |                                |                                |   |                    |                     |                     |                     |                     |  | Juventud Unida | 0                    | 1                    | 1                    |                      |  |
|  |                                |                                | Cambaceres                     | 0                              | 3 | 3                  |                     |                     |                     |                     |  |                |                      |                      |                      |                      |  |
|  | Argentino de Merlo             | 3                              | Cambaceres                     | 0                              | 3 | 3                  | 0                   | 3                   |                     |                     |  |                |                      |                      |                      |                      |  |
|  | Argentino de Merlo             | 3                              |                                |                                |   |                    |                     |                     |                     |                     |  |                |                      |                      |                      |                      |  |
|  | Brown de Adrogué               | 1                              | 1                              | 2                              |   |                    |                     |                     |                     |                     |  |                |                      |                      |                      |                      |  |
|  | Brown de Adrogué               | 1                              | 1                              | 2                              |   | Argentino de Merlo | 0                   | 0                   | 0                   |                     |  |                |                      |                      |                      |                      |  |
|  |                                |                                |                                |                                |   | Argentino de Merlo | 0                   | 0                   | 0                   |                     |  |                |                      |                      |                      |                      |  |
|  |                                |                                | Cambaceres                     | 1                              | 0 | 1                  |                     |                     |                     |                     |  |                |                      |                      |                      |                      |  |
|  | Leandro N. Alem                | 0                              | Cambaceres                     | 1                              | 0 | 1                  | 1                   | 1                   |                     |                     |  |                |                      |                      |                      |                      |  |
|  | Leandro N. Alem                | 0                              |                                |                                |   |                    |                     |                     |                     |                     |  |                |                      |                      |                      |                      |  |
|  | Cambaceres                     | 2                              | 1                              | 3                              |   |                    |                     |                     |                     |                     |  |                |                      |                      |                      |                      |  |
|  | Cambaceres                     | 2                              | 1                              | 3                              |   |                    |                     |                     |                     |                     |  |                |                      |                      |                      |                      |  |
|  |                                |                                |                                |                                |   |                    |                     |                     |                     |                     |  |                |                      |                      |                      |                      |  |

Defensores de Cambaceres ganó el torneo reducido y obtuvo el segundo ascenso